# Chabab Riadhi Sidi Naïl
Maillots
Le Chabab Riadhi Sidi Naïl (en arabe : الشباب الرياضي سيدي نائل), plus couramment abrégé en CR Sidi Naïl ou en CRSN, est un club algérien de football fondé le  1er avril 1978 et basé dans le quartier des 100 maisons, dans la commune de Djelfa.
Créé en 1978, le club a relancé ses activités en 2015 après 10 ans d'absence à cause de problèmes financiers.

## Histoire
Le club du CRSN, a évolué en Division 2 algérienne. Actuellement, le club joue en Ligue de Football Régional de Blida R2 (D5).
À l'occasion du 20e anniversaire de la création de l'association sportive du chab riyadhi baladiyet el-djelfa le 1er avril 1978, la 1re saison de la réforme sportive en Algérie, elle a 17 sections de sports différents, près de trois mille jeunes garçons et filles.